# Озютичі
Озю́тичі (пол. Oździutycze) — село (до 15 жовтня 1956 р. смт) в Україні, у Затурцівській сільській громаді Володимирського району Волинської області. Населення становить 428 осіб.

## Історія
Права містечка село одержало за королівським привілеєм від 30 січня 1668 р., коли перебувало у власності магната Станіслава Суходольського. У XIX столітті Озютичі — містечко Володимирського повіту Волинської губернії.
За польської влади, за спогадами старожилів, Озютичі було досить великим містечком, приблизно таким, як Торчин у ті роки. Тут діяло понад 20 приватних магазинів — «лавок» або «склєпів», власниками яких були місцеві євреї. Кожного тижня, у п'ятницю, відбувалися ярмарки. На них з'їжджалися люди з багатьох навколишніх сіл, навіть з Грубешова (нтні республіка Польща). Вулиці в містечку викладені бруківкою, обабіч якої — дерев'яні настили, так звані тротуари. Близько 70 % населення становили євреї, решта — українці, поляки, німці. У ті часи в Озютичах діяло поштове відділення, працював паровий млин з чотирма парами валець і одним каменем. Володів ним багатий єврей Хаймуш. На Турії знаходився водяний млин, гребля якого утворювала великий став, більший від Озютичівського озера.
На околиці села працював вітряк. У містечку було кілька єврейських олійниць, гуртовень та чухралень вовни. Саме містечко було центром, до якого близько прилягало село Іванів (нині це вулиця Кутузова села Озютичі, по-місцевому вона й дотепер носить назву Янів), з північного сходу прилягала окрема колонія — Ясінець, де проживали переселенці (сьогодні про цю місцину нагадують поодинокі старі груші посеред поля обабіч ґрунтової дороги на село Твердині), а із заходу — колонія Поставицька
1939 року в Озютичі прийшла радянська адміністрація. Містечко стало районним центром. Більшість численних адміністративних установ, властивих радянській владі, розмістились у просторому триповерховому приміщенні нового млина, засновником якого був якийсь багатий капіталіст. На околиці Озютич знаходився маєток пана Голумбійовського з численними господарськими будівлями та просторим будинком, який тепер було відведено під райвійськкомат. За садибою розкинувся великий панський сад, на території якого розмістилася садиба створюваного вже тоді колгоспу.
29 лютого 1944 біля села стався бій між УПА та підрозділами 27-ї Волинської піхотної дивізії АК. Він закінчився поразкою поляків. Аківці спробували опанувати село, але їх наступ застопорився під кулеметним вогнем (зокрема, двох великокаліберних кулеметів, що стріляли з вежі латинського храму та млина) та мінометів. Поляків до того ж обстріляли три німецькі літаки, які прилетіли, мабуть, щоб розвідати ситуацію, і включилися в бій — загинуло 20 бійців, а ще 20 поранено. Після бою за Озютичі АКівці відступили до Домінополя. 
З 20 червня 2018 року у складі Війницької сільської об'єднаної територіальної громади. 
19 липня 2020 року, в результаті адміністративно-територіальної реформи та ліквідації  Локачинського району, село увійшло до новоутвореного Володимир-Волинського району (від 18 липня 2022 Володимирського).

## Населення
Згідно з переписом УРСР 1989 року чисельність наявного населення села становила 409 осіб, з яких 197 чоловіків та 212 жінок.
За переписом населення України 2001 року в селі мешкало 420 осіб. 100 % населення вказало своєю рідною мовою українську мову.

## Єврейська громада Озютич
| Євреї проживали в Озютичах з другої половини 17 століття. Мовою їдиш село називали Ozdititch. У 1897 році у складі Російської імперії єврейське населення міста становило 701 особу. Після Першої світової війни місто було включено до складу незалежної Польської держави. У 1921 р. у місті проживало 739 євреїв за загальної чисельності населення 1015 осіб. Одні євреї заробляли на життя торгівлею худобою і зерном, інші були майстрами і ремісниками. З 1927 по 1939 рік у місті діяла сіоністська івритомовна школа Тарбут. В Озютичах діяли деякі єврейські політичні організації, особливо Бунд та його молодіжний рух Цукунфт. Після 17 вересня 1939 року, з приходом до міста Червоної Армії відповідно до пакту Ріббентропа-Молотова, Озютичі увійшло до складу Радянської України. Радянська анексія поклала край будь-якому незалежному політичному та суспільному життю в місті. Школа Тарбут стала радянською єврейською школою. Німці захопили Озютичі 25 червня 1941 року. Через кілька днів на околиці містечка біля дороги, що веде на північ до села Маковище під час двох розстрілів було вбито близько 100 євреїв. Коли вони прибули на місце вбивства, кількох неповнолітніх відпустили, а решту євреїв розстріляли. Згодом мешканці Озютич викопали яму і поховали убитих євреїв. Євреї міста, що залишилися, у листопаді 1941 р. очевидно, були вивезені в гетто сусіднього містечка Киселин і вбиті в серпні 1942 р. разом з киселинськими євреями. Озютичі були звільнені Червоною Армією від нацистів 18 липня 1944 року. |

## Пам'ятки
- Турійські джерела — гідрологічна пам'ятка природи місцевого значення.